# اتوماسیون خانگی
اتوماسون خانگی (انگلیسی: domotics) سیستمی هوشمند برای خانه است که خانه هوشمند نامیده میشود. یک اتوماسیون خانگی باید ویژگی هایی مثل روشنایی، آب و هوا، سیستم ها و لوازم خانگی را نظارت و یا کنترل کند. همچنین کنترل امنیت خانه مانند دسترسی به سیستم های هشدار به دست داشته باشد.

بعضی از اتوماسیون ها به اینترنت متصل هستند و میتوان آن ها را از راه دور زیر نظر داشت. 

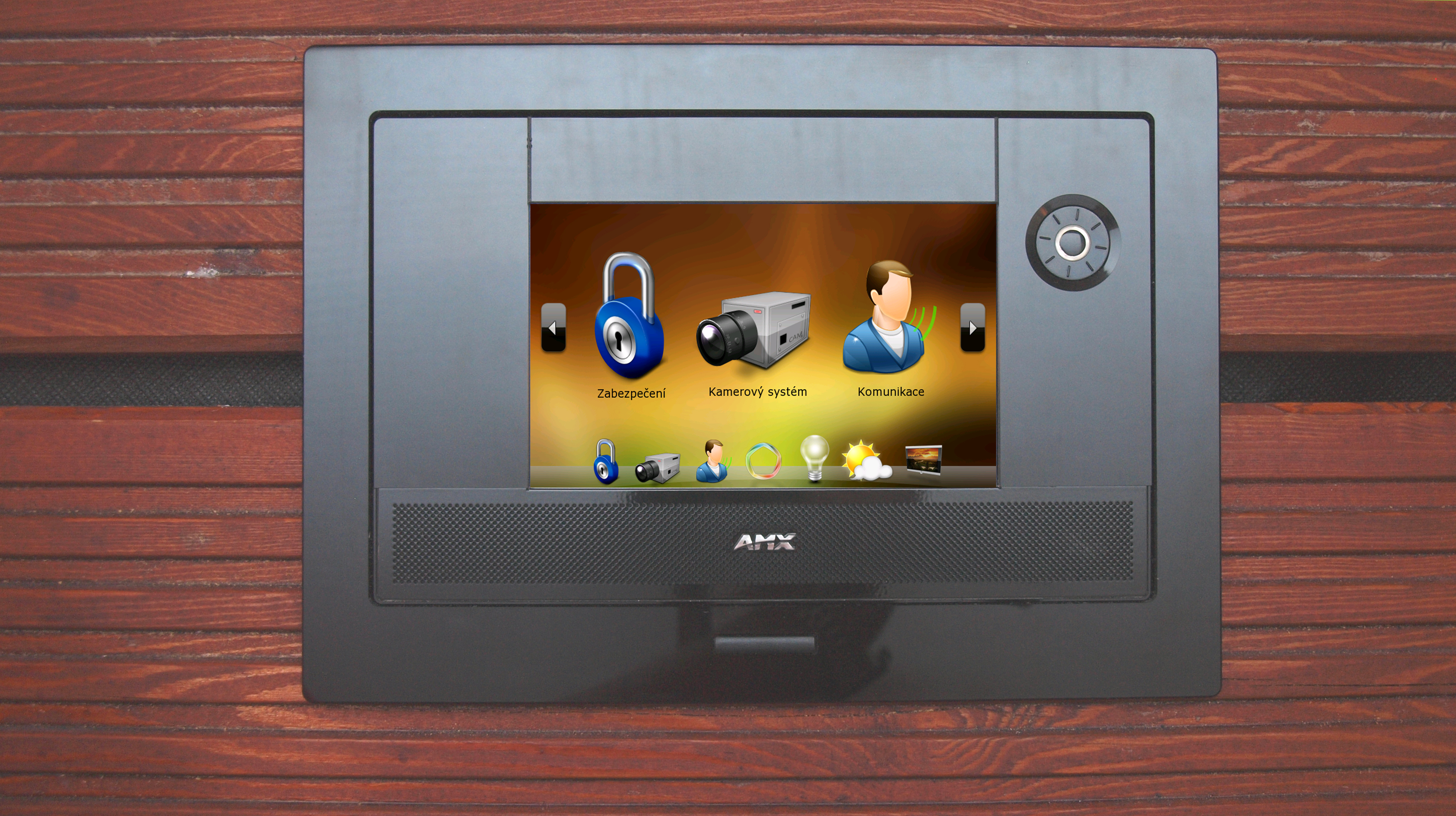
یک تابلوی کنترل اتوماسیون خانگی که می‌تواند روشنایی، دما، امنیت، دوربین مداربسته و سرگرمی‌های خانگی را کنترل کند.

## ابزارهای هوشمند سازی خانگی
ابزارهای هوشمند سازی خانگی یا خانه های هوشمند یا اتوماسیون خانگی، به فناوری جدیدی گفته می‌شود که در ابتدایی‌ترین حالت، با کمک آن می‌توان بدون حضور انسان، عمل یا پیامی را در محیط خانه اجرا یا مشاهده کرد.
مطابق با این تعریف، یک لامپ هوشمند یا یک حسگر دود نمونه‌هایی از گجت‌های اتوماسیون خانگی هستند.
خانه‌هایی که از این فناوری بهره می‌برند، خانه هوشمند نامیده می‌شوند.
کنترل از راه دور وسایل خانگی نیز بخشی از عملکرد اتوماسیون خانگی محسوب می‌شود. دامنه استفاده از ابزارهای اتوماسیون خانگی از امور ساده ای همچون روشن یا خاموش کردن وسایل منزل تا کنترل دستگاه‌های متصل به سیستم اتوماسیون خانگی طبق زمان‌بندی از پیش تعیین شده را پوشش می‌دهد.
این دستگاه‌ها همچنین ممکن است به گونه‌ای تنظیم شوند که عملکرد تجهیزات دیگر را با توجه به تغییرات پیش‌آمده در محیط خانه تغییر دهند(کنترل پویا). مثلاً در صورت باز شدن در ورودی خانه چراغ راهرو روشن می‌شود. خانه‌هایی که از چنین امکاناتی بهره می‌برند گاهی خانه یا ساختمان هوشمند نامیده می‌شوند.
فناوری‌های یاد شده ممکن است از شیوه‌های ارتباطی مختلف از جمله شبکه اینترنت برای این منظور بهره ببرند. اتوماسیون خانگی ممکن است به روش متمرکز و برنامه‌پذیر اجرا شود یا اینکه به روش غیر متمرکز و با حسگرها و کنترل‌کننده‌های جدا از هم اجرا شود. در این سامانه‌ها ممکن است از کنترل‌کننده‌های الکترونیکی پیشرفته ای برای کنترل روشنایی، گرمایش، سرمایش و وسایل سرگرمی استفاده شود که خود این سامانه‌ها می‌توانند از یک شبکهٔ سیم‌کشی ویژه یا بی‌سیم برای ارتباط بهره ببرند یا چندین سیستم مجزا (مانند حسگرهای نوری که روشنایی را کنترل می‌کنند) باشند.
یکی از توانایی‌های مهم هوشمند سازی خانه، ظرفیت آن در کاهش مصرف انرژی است. با توجه به مصرف انرژی این سیستم‌ها، سیستم‌های اتوماسیون خانگی تنها در صورتی می‌توانند در کاهش مصرف انرژی مفید باشند که صرفه‌جویی حاصل از به‌کارگیری آن‌ها بیشتر از مصرف انرژی‌شان باشد. اگر هدف صرفه‌جویی است، اولویت را باید ابتدا به طراحی یک خانه با بازدهی بالا در صرفه‌جویی انرژی و به‌کارگیری وسایل خانگی داری بازدهی بالا اختصاص داد. اتوماسیون خانگی از راه کاهش زمان عملکرد دستگاه‌ها و محدود کردن زمان روشن بودنشان یا کاهش نیاز به استفاده از دستگاه، به صرفه‌جویی انرژی کمک می‌کند.
ایده کلی اتوماسیون خانگی این است که کلیه دستگاه‌های خانه را به یکدیگر و در یک شبکه به گونه‌ای به هم متصل کند که بتوان آن‌ها را از طریق یک مرکز کنترل مدیریت نمود و این کار را بتوان حتی وقتی بیرون از خانه هستید انجام داد؛ مثلاً اگر مشغول تماشای فیلمی در تلویزیون منزل خود باشید، پرده‌ها بسته می‌شوند، چراغ‌ها به صورت خودکار کم نور شوند و تماس‌های تلفنی به صورت خودکار به منشی تلفنی ارجاع داده شوند تا بتوانید با آسودگی به تماشای فیلم بپردازید. (سناریوی فیلم). 
انجمن اتوماسیون خانگی (Home Automation & Networking Association) اتوماسیون خانگی را چنین تعریف می‌کند:
«فرایند یا سامانه‌ای (با تجهیزات یا روش‌های مختلف) که زمینهٔ بهبود سبک زندگی فرد را فراهم آورد و خانه را به محلی راحت، امن و پربازده تبدیل کند.»
با وجود اینکه فناوری‌های لازم برای اتوماسیون خانگی هم‌اکنون هم فراهم هستند، اما به دلیل ارزان بودن انرژی و هزینه‌های اقتصادی زیاد آن موقع اجرا و نیز دیدگاه مصرف‌کنندگان به آن، به عنوان راه‌حل‌هایی پیچیده برای مسائل ساده، مانع گسترش آن می‌شوند. اما امید است که در آینده با ثابت شدن استانداردهای اتوماسیون خانگی و همگرایی فناوری‌های مختلف و فراهم آورندگان خدمات این موانع برطرف شوند.
هم‌اکنون نیز استانداردهای ساخت خانه‌ها در حال پیشرفت هستند و استفاده از روش‌های سیم‌کشی قدیمی در خانه‌های نوین جوابگوی نیازهای نسل جدید ابزارهای شخصی خانگی نیست و برق و ارتباطات در همه جا لازم هستند. استفاده از اتوماسیون خانگی دارای چندین مزیت نسبت به روش‌های بدون سیم‌کشی و نا متصل است و در صورت اجرای آن به شکل درست می‌تواند به سادگی و راحتی زندگی کمک کند.
اتوماسیون خانگی می‌تواند زمینه دسترسی بی‌درنگ به امکانات منزل و شخصی‌سازی محیط مطابق میل افراد را فراهم کند (منظور از شخصی‌سازی این است که افراد مختلف می‌توانند تجربیات و تنظیمات مختص به خودشان را در یک اتاق یا فضای به خصوص داشته باشند). با به‌کارگیری این سامانه‌ها می‌توان نگهداری و تعمیر وسایل را به صورت فعال و پیش از وقوع اتفاق انجام داد.
برای نمونه اگر سیستم گرمایش مرکزی خراب شود، سامانه به صورت خودکار برای تعمیرکار ایمیل یا پیام می‌فرستد و او را مطلع می‌کند، و ایشان نیز در پاسخ برای مراجعه زمان‌بندی را بررسی می‌کند و با صاحب خانه هماهنگ می‌کند تا تاریخ مناسب برای تعمیر و رفع مشکل تعیین شود.
امنیت و ارتباطات در این میان نقش مهمی دارند. از مزایای خانه‌هایی که به با بستر اتوماسیون خانگی ساخته می‌شوند می‌توان به سادگی در نصب و افزودن ابزارهای جدید (بدون نیاز به پیکربندی خاص یا مراجعه به فرد متخصص) اشاره کرد. در ابزارهای آینده هر وسیله (مانند دی‌وی‌دی) حداکثر به یک سیم برای اتصال نیاز خواهد داشت و بیشتر ارتباط‌ها از راه بی‌سیم انجام می‌گیرد.
یکی از ساده‌ترین کاربردهای اتوماسیون خانگی، کنترل از راه دور روشنایی و وسایل منزل است. به عنوان نمونه کنترل از راه دور یک تلویزیون یکی از ابزارهای اتوماسیون خانگی است. یک سیستم اتوماسیون خانگی رایج از یک کامپیوتر سرور خانگی که نقش هسته سیستم را بازی می‌کند و وسایلی که به این سرور متصل می‌شوند تشکیل می‌گردد. کاربر می‌تواند از طریق اتصال اینترنت با اتصال به کامپیوتر سرور خانگی هر یک از وسایلی که به این شبکه متصل هستند را کنترل کند.
برای اتصال به چنین شبکه ای لازم نیست حتماً به یک رایانهٔ شخصی دسترسی داشته باشیم، بسیاری از این سامانه‌ها به گونه‌ای طراحی می‌شوند که بتوان آن‌ها را با استفاده از یک ابزار دستی مانند تلفن همراه و به‌طور کلی هر وسیله‌ای که قابلیت دسترسی به اینترنت و اجرای یک مرورگر وب را داشته باشد کنترل کرد.
اتوماسیون خانگی به عنوان روشی برای کمک به افراد سالمند و ناتوان مطرح است به‌طوری که این افراد بتوانند با امنیت و آسایش در خانه بمانند و استقلال خود را حفظ کنند و نیازی به این نباشد که به یک مرکز پزشکی یا بیمارستان منتقل شوند.
پروژه‌هایی که در این زمینه تعریف می‌شوند از چالش برانگیزترین پروژه‌های حوزه اتوماسیون خانگی هستند و تمامی مشکلات مطرح در مراقب از راه دور، مانند نظارت همیشگی، غیرتهاجمی بودن و حفظ قابلیت تحرک بیمار، اینجا نیز صادقند. اتوماسیون خانگی به تفسیرِ بهترِ داده‌های فیزیولوژیکی کمک می‌کند. به عنوان نمونه می‌توان به کنترل فشار خون بیمار از راه دور اشاره کرد که نیاز هم‌زمان به تعیین وضعیت بیمار (از نظر خواب یا بیدار بودن) دارد؛ فشار خونی که در حالت فعالیت بدنی ممکن است کاملاً طبیعی باشد، در حالت خواب می‌تواند نشان از وضعیت وخیم سلامت داشته باشد. در کنار این مراقبت‌ها امکانات رفاهی دیگری مانند خدمات کمکی، خدمات اطلاعاتی و خدمات ارتباطی نیز ممکن است ارائه شوند.
سازمان بهره‌وری انرژی ایران در بررسی خود میزان و مقادیر مصرف انرژی بر حسب مترِ مربع در منازل را به قرار زیر تقسیم کرده‌است:
- ۱۰۰ کیلو وات ساعت
- بین ۱۰۰ تا ۲۰۰ کیلووات ساعت قابل قبول
- بین ۲۰۰ تا ۳۰۰ کیلووات ساعت غیرقابل قبول
- بین ۳۰۰ تا ۴۰۰ کیلووات ساعت دارای مشکل اساسی
- بیشتر از ۴۰ کیلو وات ساعت غیرقابل سکونت[۲۰]

بیشتر منازل مسکونی در ایران در ستون سوم جای می‌گیرند. می‌توان با اقداماتی از جمله هوشمند سازی یا BMS بسیاری از منازل را در ردهٔ دوم رساند. به عبارت صحیح تر می‌توان مصرف را نصف کرد.
باید توجه کرد علاوه بر ضرورت‌های اقتصادی امروز دیگر ضرورت‌ها از جمله جلوگیری از گرمایش بیشتر زمین، مدیریت مصرف و حفاظت از محیط زیست نیز غیرقابل کتمان است.

## پروتکل‌های ارتباطی در خانه‌های هوشمند
خانه‌های هوشمند از پروتکل‌ها یا راه‌های ارتباطی متفاوتی برای ارتباط دستگاه‌های هوشمند در یک خانه استفاده می‌کنند. 
این پروتکل‌ها به طور عمده به دو نوع پروتکل‌های سیمی و پروتکل‌های غیر سیمی و یا بی‌سیم تقسیم‌بندی می‌شوند. مهمترین پروتکل‌های ارتباطی بی‌سیم در خانه‌های هوشمند وایفای ،Zwave , Zigbee  و لورا (LoRa) هستند. 
از پروتکل‌های سیمی می‌توان به پروتکل هوشمندسازی KNX اشاره کرد که پروتکل KNX یک پروتکل  متن‌باز است و پر واضح است که برای شروع شما نیاز به سیم‌کشی دارید و برای راه‌اندازی و کنترل دستگاه‌ها توسط تلفن همراه نیاز به یک نرم‌افزار دارید. معمولا نرم‌افزار ETS این کار را برای زمان‌بندی و سناریوپردازی در خانه هوشمند انجام می‌دهد.
به‌طور کلی با فرض اینکه بیشتر خانه‌های هوشمند از پروتکل‌های ارتباطی Zigbee ,Zwave ,KNX، لورا (LoRa) و البته اترنت استفاده می‌کنند، می‌توان گفت که معماری این شبکه‌ها به صورت Client-Server بوده و سایر اجزای موجود در شبکه را باید در این چارچوب مورد بحث قرار داد. البته بعضی از برندهای موجود به مانند Control4 آمریکا سرور مرکزی ندارند و از توپولوژی دیگری پیروی می‌کنند.

## حسگر یا سنسورها

### سنسوردر و پنجره
سنسوری بیسیم است که با باتری کار می‌کند. این سنسور برای نمایش باز بودن (ماندن) درها و پنجره‌ها استفاده می‌شود. همچنین از این سنسور برای کنترل تردد و هشدار در ورودهای غیرمجاز نیر می‌توان بهره برد. همچنین می‌توان از آن به عنوان سنسور دما در فرایند کنترل دما یا سنسور با ورودی دو دویی (Binary) استفاده نمود.

### سنسور نشتی آب Flood Sensor
آسیب دیدن لوله‌ها یکی از مواردی است که اگر زود تشخیص داده نشود، می‌تواند ضررهای زیادی را به یک ساختمان وارد کند. از جمله راه‌های تشخیص نشتی می‌توان به فعال کردن سنسور نشتی اشاره کرد. سنسورهای قابل ارائه می‌توانند با دقت بالا کاربر را از نشتی‌های خطرآفرین یا تغییرات ناگهانی دما (Temperature Rise or Drop) باخبر کنند.

### سنسور دود Smoke Detector
سنسور تشخیص دود و حرارت این وسیله کوچک، با صفحه سوراخ‌دار خود اجازه ورود دود به محفظه تشخیص را می‌دهد و با توجه به اندازه کوچک با مقدار کمی دود فعال می‌گردد.

### سنسور تشخیصانسانMotion Detector
سنسور تشخیص حرکت انسان در خانه‌ها و ساختمان‌های هوشمند کاربرد زیادی دارند؛ برای مثال با هر حرکت انسان این سنسور فعال می‌شود و سبب روشن شدن چراغ‌ها می‌شود و بعد از مدت زمانی که از قبل به‌طور پیش‌فرض تعیین‌شده، غیرفعال می‌شود و سبب خاموش شدن چراغ‌ها می‌شود و همین امر سبب کاهش مصرف برق در ساختمان‌ها یا خانه‌ها می‌شود.

### سنسور نشت گاز
سنسور تشخیص نشت گاز قابلیت تشخیص نشت گازهای مشتعل شونده را دارد. به این صورت که در صورت تشخیص نشت‌گاز در منزل یا محل کار، بلافاصله این سنسور متوجه شده و پیغامی بر روی گوشی کاربر ارسال می نماید. سنسور هوشمند تشخیص نشت‌گاز این قابلیت را دارد که در صورت وقوع حادثه فرمان های مختلفی به سایر اجزاء خانه هوشمند ارسال کند. مثلا می توان طوری برنامه ریزی کرد که بلافاصله بعد از نشت گاز، شیر اصلی گاز خانه توسط شیر بازویی بسته شود.

### سنسورهای تشخیص مردمک چشم Eye pupil detection sensor
در دهه ۱۹۸۰ همزمان با پیشرفت فناوری دیجیتال و الگوریتم‌های پردازش تصویر، بکارگیری ویژگی دگرسانی مردمک چشم برای شناسایی هویت، به مرحله خوبی رسید.
به گونه ای که تشخیص هویت با عنبیه چشم به یکی از روش‌های 
کارآمددر برخی از صنایع مانند بانک‌داری، تراکنش‌های مالی، سیستم های حضور و غیاب، امنیت سایبری و سیستم‌هایی که در آن تعامل بین انسان و رایانه لازم است، تبدیل شده است.
این تکنولوژی دقت بالا و قابلیت اطمینان خوبی در شناسایی افراد از طریق عنبیه چشم آنها دارد، این روش یکی از روش های کارآمد برای کاهش تقلب‌ و جلوگیری از جعل هویت  دیگران می باشد. با این حال، همواره نیاز به این تکنولوژی برای رعایت  حریم خصوصی و امنیتی افراد در اتوماسیون و مدیریت خانه هوشمند امری ضروری و اجتناب ناپذیر است.